# 41°
«41°» («Сорок первый градус») — авангардная группа футуристов, образованная в Тифлисе в начале 1918 года поэтами Алексеем Кручёных, Ильёй Зданевичем, художником Кириллом Зданевичем и театральным деятелем Игорем Терентьевым. Группа просуществовала до 1920 года и, затем, распалась, но несмотря на это, книги её бывших участников продолжали выходить под прежней издательской маркой 41°.

## Создание группы
Осенью 1917 года в Тифлисе, футуристами — А. Кручёных, братьями К. и И. Зданевичами, Н. Чернявским, В. Гудиашвили, К. Дарвиш, С. Валишевским была создана группа «Синдикат футуристов». Она организовала широкую пропагандистскую деятельность, публичные лекции и диспуты, энергичную издательскую работу, но просуществовала всего несколько месяцев. В начале 1918 года из «Синдиката футуристов» выделилась группа «41°», ядром которой стали А. Кручёных, И. Зданевич и присоединившийся к ним позже Игорь Терентьев.

## Деятельность и распад группы
Участники «41°» назвали себя представителями левобережного футуризма, то есть это была группа футуристов-заумников. Новая группа не касалась общественно-политических вопросов и отказалась от характерного для кубофутуристов вызывающего внешнего поведения, сосредоточив все свои силы на литературном эпатаже: стихи А. Кручёных, заумные пьесы («дра») И. Зданевича, теоретические и поэтические книги И. Терентьева. А. Кручёных, И. Терентьев и И. Зданевич называли себя «Иронический дуэт трёх идиотов». В 1919 году выходит единственный номер газеты названной «41°», в котором был опубликован манифест группы. Участники группы активно публиковались, устраивали вечера, встречи, дискуссии, читали лекции в одном из артистических погребков Тифлиса, названном «Фантастический кабачок». В октябре 1920 года с отъездом И. Зданевича происходит распад группы.

## Манифест
Манифест группы был опубликован в 1919 году в первом и единственном номере газеты «41°». Подписанный И. Зданевичем, А. Кручёных, И. Терентьевым и Н. Чернявским, этот манифест гласил:

Компания 41° объединяет левобережный футуризм и утверждает заумь, как обязательную форму воплощения искусства. 

Задача 41° — использовать все великие открытия сотрудников и надеть мир на новую ось. 

Газета будет пристанью событий из жизни компании и причиной постоянных беспокойств.

Засучиваем рукава.